# H. G. van de Sande Bakhuyzen
Hendricus Gerardus van de Sande Bakhuyzen (L'Aia, 2 aprile 1838 – Leida, 8 gennaio 1923) è stato un astronomo olandese.

## Biografia

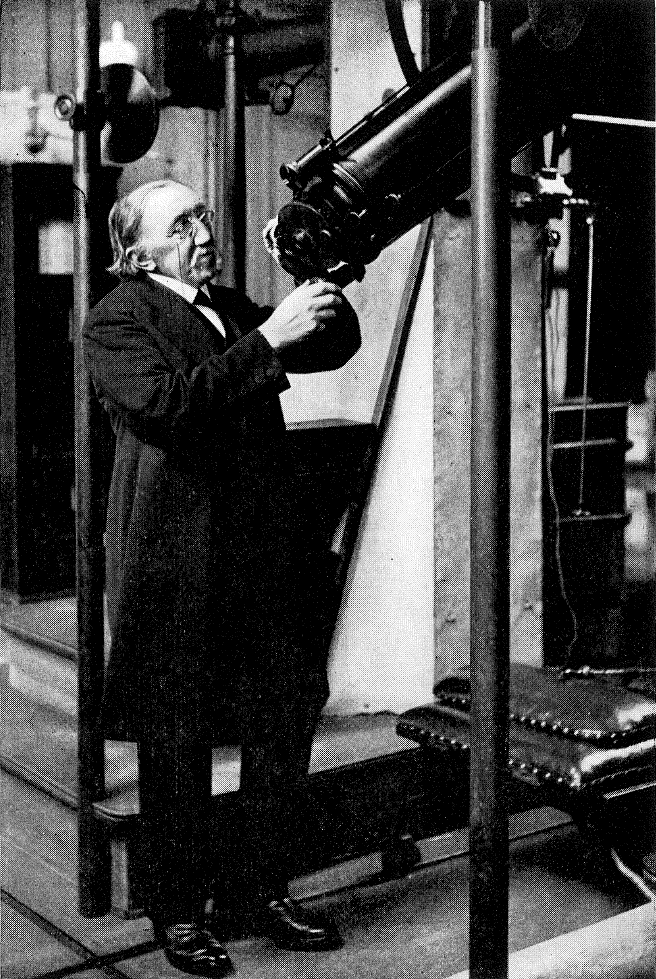
Van de Sande Bakhuyzen presso l'Osservatorio di Leida nel 1908.

Studiò astronomia sotto Frederik Kaiser. Dopo la laurea, fu insegnante nelle scuole superiori dal 1864 al 1867, durante i quali scrisse anche un libro di testo, sulla meccanica, che ebbe molto successo. Nel 1867 divenne professore presso il Technical College di Delft.
Divenne direttore dell'Osservatorio di Leida nel 1872, alla morte di Frederik Kaiser; andò in pensione nel 1908. Van de Sande Bakhuyzen diventò membro della Royal Netherlands Academy of Arts and Sciences nel 1872.
Scelse di concentrarsi sull'astronomia invece di dedicarsi alla spettroscopia. Lavorò principalmente sull'osservazione degli asteroidi,  sullo sciame meteorico il 27 novembre e sulla cometa 3D/Biela. Ebbe anche un interesse sulla geodesia.
Pubblicò i dipinti di Johann Hieronymus Schröter nel 1881, molto tempo dopo della morte di quest'ultimo.
Sposò Geertruida van Vollenhoven, morta nel 1910, insieme ebbero due figlie e un figlio, Adriaan, che fu sindaco di Leida dal 1927 al 1941.
Suo fratello Ernest-Frederich van de Sande Bakhuyzen era anch'egli un astronomo che lavorava presso l'Osservatorio di Leida.
Il cratere di Bakhuysen su Marte fu chiamato in suo onore